# Noureddine-Younes Belkhir
Noureddine-Younes Belkhir (en arabe : نور الدين يونس بلخير), né le 25 septembre 2001 à Oran, est un trampoliniste algérien.

## Carrière
Après une médaille d'or en trampoline individuel junior aux Championnats d'Afrique de 2018, Noureddine-Younes Belkhir participe aux Championnats d'Afrique de 2021 au Caire où il obtient la médaille d'argent en individuel.
Il est médaillé de bronze par équipes aux Championnats d'Afrique de trampoline 2024 à Bizerte.